# F-Zero (jogo eletrônico)
F-Zero (エフゼロ, Efu Zero) é um jogo eletrônico de corrida desenvolvido pela Nintendo Entertainment Analysis & Development e publicado pela Nintendo. Foi lançado exclusivamente para o Super Nintendo Entertainment System em novembro de 1990 no Japão e em agosto do ano seguinte na América do Norte. É o primeiro título da série de videojogos e foi relançado no Virtual Console para Wii, Wii U e 3DS
O jogo se passa em 2560, quando o constante contato com formas alienígenas deu origem a um rico mercado intergaláctico. O F-Zero foi uma competição criada pelos magnatas da época que queriam criar um evento equiparável à Fórmula 1, mas em escala intergalática.

## Jogabilidade
Em F-Zero, o objetivo do jogador é competir em um Grand prix, chegando dentro das primeiras posições a fim de não ser desqualificado. Em cada volta percorrida, as posições qualificatórias diminuem em número e, para cada pista completada sem ser desqualificado, o corredor ganha pontos de acordo com a posição em que terminou. O jogador ainda recebe veículos reservas quando amontoa 10, 20 ou 30 mil pontos. Ganha o competidor que possuir mais pontos no final do torneio.

Representação das classes e ligas em F-Zero.

O jogador pode escolher dentre quatro personagens para percorrer o Grand prix, cada um possuindo veículo próprio com configurações distintas. Cada veículo dispõe de uma barra de energia que se esgota com colisões ou desgastes sofridos pelo veículo e se renova com o tempo passado em pistas laterais (próximas à chegada). Quando a barra de energia do veículo chega ao fim, o competidor é desqualificado e pode percorrer a pista novamente enquanto possuir veículos reservas. Quando o veículo completa uma volta no circuíto, o corredor recebe um turbo podendo acumular até três em cada corrida.
O jogo dispõe de quinze pistas divididas em três ligas, além de três níveis de dificuldade, estes chamados de classes. Quando o jogador completa a última classe pode ainda disputar mais um nível de dificuldade. As pistas de F-Zero possuem armadilhas e plataformas de turbo e pulo, além de uma área de reabastecimento de energia que fica sempre próxima à chegada. O uso do Mode 7 em F-Zero foi configurado de modo que revelasse a maior parte circuíto.

## Desenvolvimento e distribuição
F-Zero foi desenvolvido pela Nintendo EAD tendo como diretor Shigeru Miyamoto. O jogo, assim como outros títulos de lançamento, usa a tecnologia Mode 7, configurada em F-Zero ao ponto de maximizar a visão do jogador. A tecnologia pseudo-3D usada no video-jogo rotaciona o cenário em volta de um ponto, imitando um comportamento tridimensional.
F-Zero foi distribuído pela própria Nintendo e lançado em 1990 ao lado de Pilotwings e Mario Kart, que também usam o mode 7. Foi distribuído nos Estados Unidos no ano conseguinte ao lançamento japonês e relançado para Virtual Console em 2006 para Wii, 2013 para Wii U e 2016 para 3DS.